# Documentos pontifícios de João Paulo II
Aqui estão os documentos pontifícios de João Paulo II.

## Encíclicas
| Dia/Mês/Ano            | Nome (em latim)            | Nome (em português)                 | Indicações |
| ---------------------- | -------------------------- | ----------------------------------- | --- |
| 25/2 a 4/3 de 1979     | ‘Redemptor hominis’        | 'O Rendentor do Homem'              | Revela as linhas-mestras do seu prontificado.                                                                                    |
| 2 de Dezembro de 1979  | ‘Dives in Misericordia’    | 'Rico em Misericórdia'              | Sobre Deus Pai, rico em misericórdia.                                                                                            |
| 14 de Setembro de 1981 | ‘Laborem exercens’         | 'Exercendo o trabalho'              | Sobre a dignificação do trabalho. Na comemoração do 90º aniversário da encíclica "Rerum Novarum" do Papa Leão XIII.              |
| 2 de Junho de 1985     | ‘Slavorum Apostoli’        | 'Os Apóstolos dos Eslavos'          | Sobre os Santos Cirilo e Metódio, padroeiros dos Povos Eslavos.                                                                  |
| 30 de Maio de 1986     | ‘Dominum et vivificantem’  | 'Senhor e dá a Vida'                | Sobre o Espírito Santo na vida da Igreja e do Mundo.                                                                             |
| 25 de Março de 1987    | ‘Redemptoris Mater’        | 'A Mãe do Redentor'                 | Sobre o culto mariano na vida da Igreja.                                                                                         |
| 30 de Dezembro de 1987 | ‘Sollicitudo Rei Socialis’ | 'A Solicitude pelas coisas sociais' | Sobre a reafirmação do papel da Igreja nas questões sociais.                                                                     |
| 22 de Janeiro de 1991  | ‘Redemptoris Missio’       | 'A Missão do Redentor'              | Sobre o mandato missionário de Cristo à Sua Igreja.                                                                              |
| 1 de Maio de 1991      | ‘Centesimus Annus’         | 'O Centésimo Ano'                   | Sobre a questão social: o trabalho, o capital e o ensino. No 100º aniversário da encíclica "Rerum Novarum".                      |
| 5 de Outubro de 1993   | ‘Veritates splendor’       | ' O esplendor da Verdade'           | Sobre os fundamentos da moral católica.                                                                                          |
| 30 de Março de 1995    | ‘Evangelium vitae’         | 'O Evangelho da Vida'               | Sobre o valor e a inviolabilidade da vida humana.                                                                                |
| 30 de Maio de 1995     | ‘Ut unum sint’             | 'Para que todos sejam um'           | Sobre o empenhamento ecuménico.                                                                                                  |
| 15 de Outubro de 1998  | ‘Fides et Ratio’           | 'A Fé e a Razão'                    | Sobre as relações entre a fé e a razão. Condena o ateísmo e a fé sem razão, e afirma a posição da filosofia e razão na religião. |
| 17 de Abril de 2003    | ‘Ecclesia de Eucharistia’  | 'A Igreja da Eucaristia'            | Sobre a Eucaristia na sua relação com a Igreja.                                                                                  |

Dentre outros documentos também publicados destaca-se a Carta Apostólica 'Mulieris dignitatem', publicada em 15 de agosto de 1988, sobre a dignidade e vocação da mulher, que se insere no contexto da promoção da mulher e na defesa da sua dignidade.

## Exortações Apostólicas
| Dia/Mês/Ano            | Nome                               | Indicações                                                                      |
| ---------------------- | ---------------------------------- | ------------------------------------------------------------------------------- |
| 25 de Outubro de 1979  | ‘Catechesi Tradendae’              | Sobre a Catequese do nosso tempo.                                               |
| 22 de Novembro de 1981 | ‘Familiaris Consortio’             | Sobre a função da família cristã no mundo de hoje.                              |
| 29 de Março de 1984    | ‘Redemptionis Donum’               | Dirigida aos religiosos e religiosas.                                           |
| 11 de Dezembro de 1984 | ‘Reconciliatio et poenitentia’     | Sobre a reconciliação e penitência na Igreja.                                   |
| 30 de Janeiro de 1989  | ‘Christifideles laici’             | Sobre a missão dos Leigos na Igreja.                                            |
| 15 de Agosto de 1989   | ‘Redemptoris Custos’               | Sobre a missão de São José na vida da Igreja.                                   |
| 7 de Abril de 1992     | ‘Pastores dabo vobis’              | Sobre a formação dos sacerdotes nas circunstâncias atuais.                      |
| 15 de setembro de 1995 | ‘Ecclesia in Africa’               | Sobre a Igreja em África e sua missão Evangelizadora.                           |
| 25 de Março de 1996    | ‘Vita consecrata’                  | Sobre a vida consagrada e a sua missão na Igreja e no Mundo.                    |
| 10 de maio de 1997     | ‘Uma nova esperança para o Líbano’ |                                                                                 |
| 22 de janeiro de 1999  | ‘Ecclesia in America’              | Destinada a Igreja da América Latina.                                           |
| 6 de novembro de 1999  | ‘Ecclesia in Asia’                 | Destinada à Igreja da África.                                                   |
| 2 de novembro de 2001  | ‘Ecclesia in Oceania’              | Sobre a Igreja na Oceânia.                                                      |
| 28 de junho de 2003    | ‘Ecclesia in Europa’               | Sobre a Igreja na Europa.                                                       |
| 16 de outubro de 2003  | ‘Pastores Gregis’                  | Sobre o Bispo, servidor do Evangelho de Jesus Cristo para a Esperança do Mundo. |